# Géocoucou de Geoffroy
Neomorphus geoffroyi
Espèce
Répartition géographique
Statut de conservation UICN

 VU A4cd : Vulnérable
Le Géocoucou de Geoffroy (Neomorphus geoffroyi) est une espèce de géocoucou, oiseau de la famille des Cuculidae, natif de l'écozone néotropicale.
Son nom est attribué à Étienne Geoffroy Saint-Hilaire (1772-1844).

## Liste des sous-espèces
- N. g. salvini Sclater, 1866 — de l'est du Nicaragua au nord-est de la Colombie ;
- N. g. aequatorialis Chapman, 1923 — sud de la Colombie et nord du Pérou ;
- N. g. australis Carriker, 1935 — de l'est du Pérou au nord-ouest de la Bolivie
- N. g. amazonicus Pinto, 1962 — Pará ;
- N. g. geoffroyi (Temminck, 1820) — Bahia ;
- N. g. dulcis Snethlage, 1927 — est du Brésil.